# One Shell Plaza
El One Shell Plaza es un rascacielos situado en Houston, Texas, Estados Unidos a 910 Calle Louisiana en el Centro de Houston, Texas. En lo alto del edificio hay una antena 304,8 m de altura. Después de su construcción en 1971, fue la torre la más alta en la ciudad.
Posee una altura de 218 metros y 50 pisos.

## Diseño
One Shell Plaza fue diseñado por la firma de arquitectura de Skidmore, Owings & Merrill. Arquitectos socios fueron Wilson, Morris, Crain & Anderson, y las arquitectos pasajistas Sasaki Associates. One Shell Square en Nueva Orleans y Republic Plaza en Denver, además diseñados por Skidmore, Owings & Merril, tienen diseños muy parecidos a lo del One Shell Plaza. Como One Shell Plaza, One Shell Square tiene Shell Oil como un major cliente.